# Porta da Mouraria

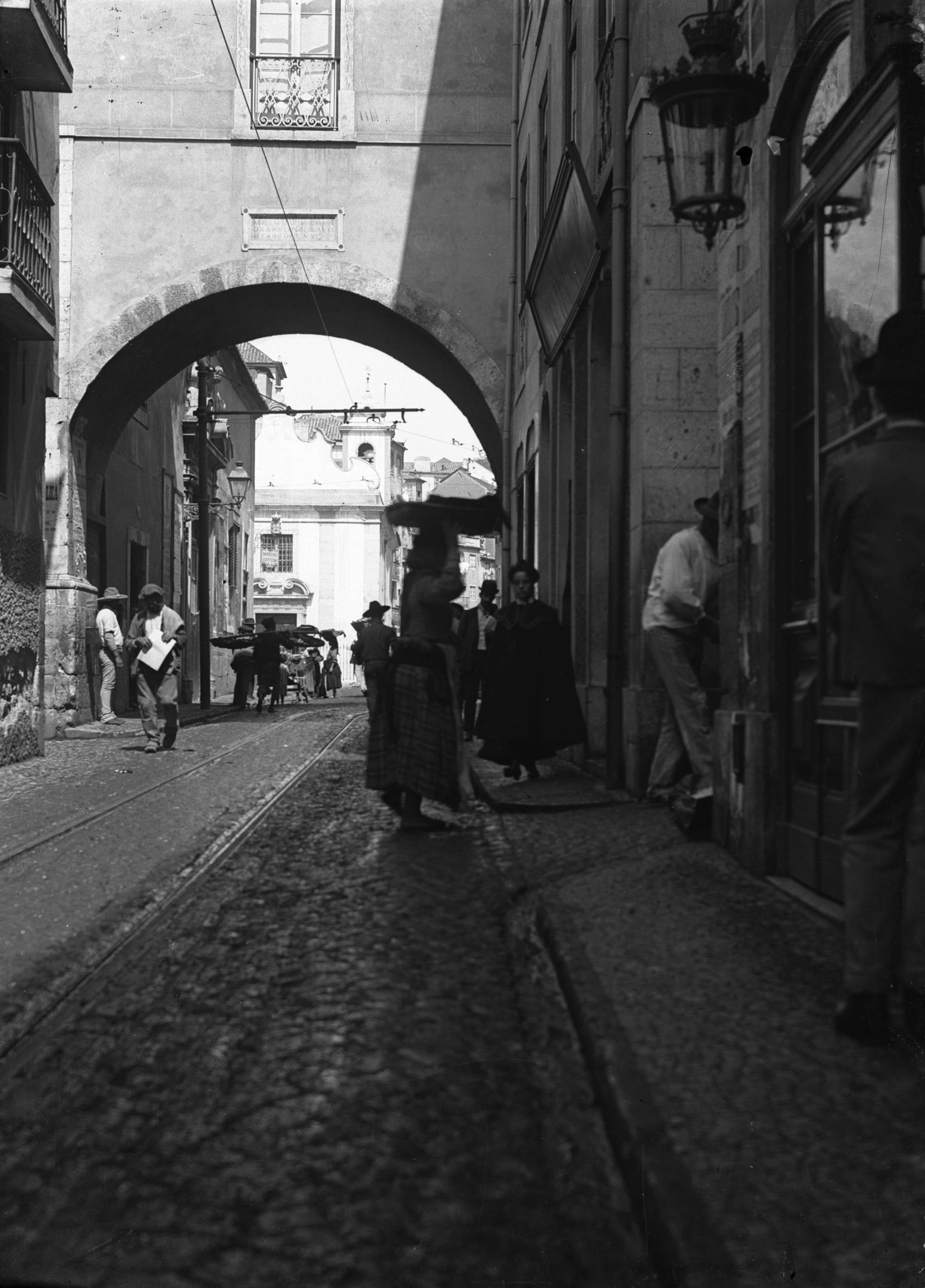
Arco do Marquês de Alegrete, cerca de 1900

A Porta da Mouraria foi uma antiga porta da cidade de Lisboa, inserida na cerca fernandina da cidade.
Esta porta existiu na Mouraria até 1946 com o nome de Arco do Marquês de Alegrete, na rua que dele tomou o nome, ambas as designações advindo deste arco ficar contíguo e integrado nos sumptuosos aposentos do Marquês de Alegrete. No seu remate estava o elogio da Virgem, que tanto nesta como nas outras mais mandou esculpir El-Rei D. João IV.
Um pouco afastado dela se via embebida na parede da muralha, quem vinha do Castelo de São Jorge por São Lourenço, uma grande pedra oblonga, na qual estava exarada em letra monacal ou alemã maiúscula a seguinte inscrição:
Foi demolida em 1946, para dar lugar à Praça do Martim Moniz.